# Onosma barsczewskii
Onosma barsczewskii är en strävbladig växtart som beskrevs av Vladimir Ippolitovich Lipsky. Onosma barsczewskii ingår i släktet Onosma och familjen strävbladiga växter. Inga underarter finns listade i Catalogue of Life.